# 千秋村 (愛知県海東郡)
千秋村（ちあきむら）は、かつて愛知県海東郡にあった村。
現在の弥富市の一部（善太町など）、愛西市の一部（鰯江町・大野町・善太新田町など）、蟹江町の一部（新千秋など）に該当する。

## 歴史
- 1889年（明治22年）10月1日 - 善太新田、鰯江新田、大野新田が合併し、千秋村が発足。
- 1906年（明治39年）7月1日 - 神島田村、大井村と合併し、永和村発足。同日千秋村は廃止。
- 1956年（昭和31年）4月1日 - 永和村が分割され、旧・千秋村の地域の大部分は佐屋町に編入される。旧・千秋村の善太新田の一部は十四山村、蟹江町に編入される。